# Placenta accreta
 Mise en garde médicale
Le placenta accreta est une insertion du placenta (fait de villosités) dans le myomètre ayant pour conséquence un risque élevé de complications lors de l'accouchement (hémorragie du post-partum). 

## Épidémiologie
Cette situation est fréquente en cas de placenta inséré bas (placenta praevia) ou sur une cicatrice de césarienne. Elle arrive aussi chez les femmes ayant beaucoup d'enfants, avec un antécédent de curetage ou d'intervention sur l'utérus. Son incidence tend à augmenter, probablement favorisée par le nombre accru de césariennes, et atteint un cas pour 700 naissances aux États-Unis.

## Description
On en distingue trois types selon la profondeur d'insertion des villosités dans le myomètre, :
- le placenta accreta proprement dit : les villosités sont en contact du myomètre et pénètrent plus ou moins profondément dans le myomètre ;
- le placenta increta : les villosités envahissent le myomètre ;
- le placenta percreta : les villosités dépassent le myomètre, envahissant parfois les organes voisins (vessie).

Le diagnostic est actuellement possible grâce à l'IRM et est confirmé par un diagnostic anatomopathologique en cas d'hystérectomie.

## Diagnostic
Il est fait à l'échographie du deuxième ou du troisième trimestre. Le diagnostic est cependant souvent difficile, dépendant de l'examinateur. L'IRM pelvienne a une très bonne sensibilité et spécificité pour établir ce diagnostic.

## Conséquence
Le placenta accreta détruisant le myomètre, empêche les mécanismes physiologiques de l'hémostase de l'accouchement. Le risque principal étant l'hémorragie de la délivrance, il oblige souvent à une embolisation des artères utérines voire à une hystérectomie d'hémostase.

## Traitement
La prise en charge du « placenta accreta » a fait l'objet de recommandations par la Fédération Internationale de Gynécologie Obstétrique en 2018.
Deux types de traitements sont possibles: l'hystérectomie immédiate après l'accouchement et le traitement conservateur ou le placenta est laissé en place.
L'hystérectomie est considérée comme le traitement de référence. Les principales complications de cette prise en charge sont les hémorragies, les plaies d'organes et notamment de vessie, risque thrombo-embolique et le risque d'infection. À la suite de ce traitement la patiente ne peut pas obtenir de nouvelles grossesses.
Le traitement conservateur permet de préserver la fertilité. Le risque d'échec est d'environ 20% avec la nécessité de réaliser une hystérectomie, le plus souvent en urgence en raison d'une hémorragie. En cas de futur grossesse, le risque de récidive est d'environ 30%.